# Kothanoor, Chik Ballapur
Kothanoor là một làng thuộc tehsil Chik Ballapur, huyện Kolar, bang Karnataka, Ấn Độ.